# Frühstücksfleisch

Frühstücksfleisch-Dosen in einem Supermarkt

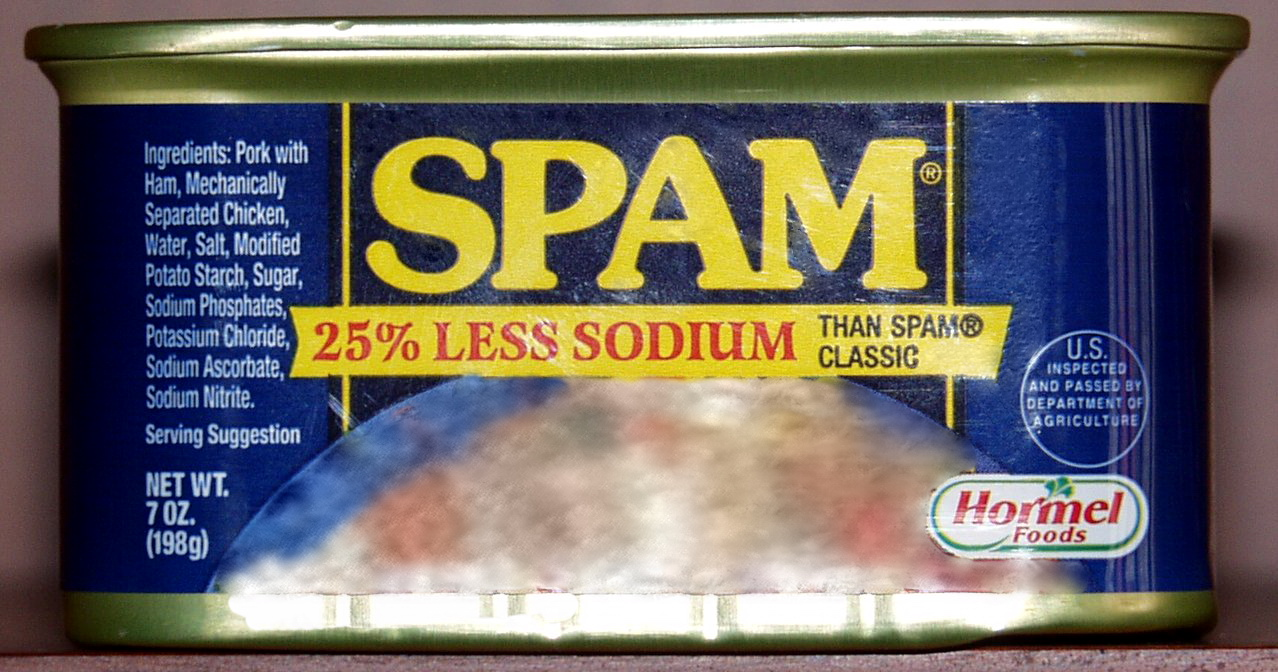
Hormel-Frühstücksfleisch Spam

Frühstücksfleisch ist zerkleinertes, gepökeltes, im eigenen Saft gegartes, gepresstes und gewürztes Schweinefleisch (Muskelfleisch, Speck und Schwarte), das meist in Dosen angeboten wird. Durch den Kochsaft geliert es zu einem schnittfesten Block. In der Herstellung ähnelt es Corned Beef.
Gegessen wird Frühstücksfleisch kalt als Brotbelag oder in dicken Scheiben kurz gebraten, zum Beispiel zu Spiegelei oder Rührei.

## Geschichte
Der erste Anbieter von Frühstücksfleisch war 1937 die Hormel Foods Corporation aus Minnesota, die bereits 1926 das erste Dosenfleisch auf den Markt gebracht hatte. Zunächst als Hormel Spiced Ham („Hormels gewürzter Schinken“) angeboten, wurde der Name nach einem Kundenwettbewerb in Spam geändert (Kunstwort aus Spiced Ham). Spam wurde ein internationaler Erfolg, auch durch die Verbreitung durch das amerikanische Militär im Zuge des Zweiten Weltkriegs – so wurden zum Beispiel 1945 sowjetische Soldaten mit Spam versorgt. Spam ist heute Bestandteil zahlreicher Gerichte in Asien.
Von 1955 an begann die Produktion auch außerhalb der USA, zunächst in Irland, Kanada, Großbritannien und Venezuela, seit 1969 auch in Australien. Heute ist Spam in 41 Staaten verbreitet (jedoch nicht in Deutschland). Nach den USA sind Großbritannien und Südkorea die größten Konsumenten.
Im englischsprachigen Raum wurde der Name Spam zum Gattungsnamen für luncheon meat, später durch einen Sketch der Gruppe Monty Python  weltweit zum Synonym für unerwünschte Werbemails (siehe Spam).
Es gibt zahlreiche ähnliche Produkte, die im deutschsprachigen Raum als Frühstücksfleisch angeboten werden, zum Teil auch aus anderen Fleischsorten wie Geflügel oder Rind (vor allem für den Markt in islamischen Ländern). Größter Anbieter in Deutschland ist der dänische Hersteller Tulip Food Productions, der für den britischen Markt auch Spam herstellt.